# Gorgasia
Gorgasia – rodzaj ryb promieniopłetwych z podrodziny Heterocongrinae w obrębie rodziny kongerowatych (Congridae).

## Rozmieszczenie geograficzne
Do rodzaju należą gatunki występujące w wodach Oceanu Atlantyckiego, Indyjskiego i Spokojnego. Dwa gatunki (G. cotroneii i G. sillneri) są endemitami Morza Czerwonego.

## Morfologia
Długość ciała do 121 cm; brak szczegółowych danych dotyczących masy ciała.

## Systematyka
Rodzaj zdefiniowała w 1923 roku para amerykańskich ichtiologów, Seth Eugene Meek i Samuel Frederick Hildebrand, w artykule poświęconym morskim rybom Panamy, opublikowanym w czasopiśmie Field Museum of Natural History. Publication. Gatunkiem typowym jest (oryginalne oznaczenie (również monotypowe)) G. punctata.

### Etymologia
Gorgasia: gen. William Crawford Gorgas (1854–1920), oficer United States Army, lekarz, naczelnik służby sanitarnej Strefy Kanału Panamskiego.

### Podział systematyczny
Do rodzaju należą następujące gatunki:
- Gorgasia barnesi Robison & Lancraft, 1984
- Gorgasia cotroneii (D’Ancona, 1928)
- Gorgasia galzini Castle & Randall, 1999
- Gorgasia hawaiiensis Randall & Chess, 1980
- Gorgasia inferomaculata (Blache, 1977)
- Gorgasia japonica Abe, Miki & Asai, 1977
- Gorgasia klausewitzi Quéro & Saldanha, 1995
- Gorgasia maculata Klausewitz & Eibl-Eibesfeldt, 1959
- Gorgasia naeocepaea (Böhlke, 1951)
- Gorgasia preclara öhlke & Randall, 1981
- Gorgasia punctata Meek & Hildebrand, 1923
- Gorgasia sillneri Klausewitz, 1962
- Gorgasia taiwanensis Shao, 1990
- Gorgasia thamani Greenfield & Niesz, 2004